# Smilax domingensis
Smilax domingensis är en enhjärtbladig växtart som beskrevs av Carl Ludwig von Willdenow. Smilax domingensis ingår i släktet Smilax och familjen Smilacaceae. Inga underarter finns listade.